# Boavista Sport Club
Boavista Sport Club, é uma agremiação esportiva da cidade de Saquarema, no estado do Rio de Janeiro, no Brasil. Fundado em 14 de outubro de 1961, profissionalizado-se em 1991, chegando a série A do Campeonato Estadual de Profissionais do Rio de Janeiro no ano de 1995. Em 10 de março de 2004, a empresa Big Ball Empreendimentos Esportivos LTDA assumiu a Gestão do Futebol profissional do clube, para disputa da Série B do Campeonato Estadual de Profissionais do Rio de Janeiro, passando a disputar a Série A, desde que conseguiu o acesso com a conquista do título da Série B em 2006. Atualmente disputa a Série D e o Campeonato Carioca de Futebol.

## História

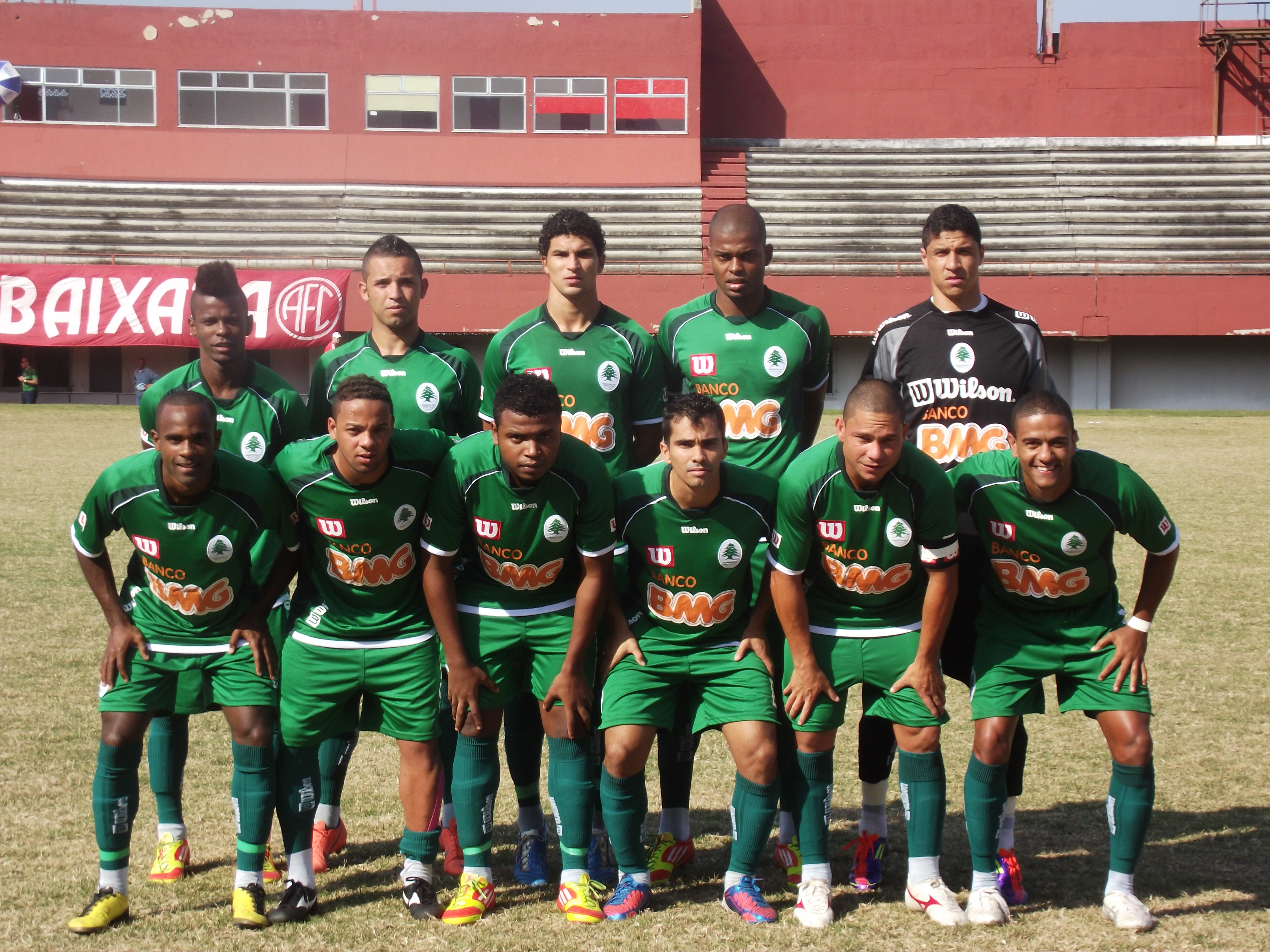
Equipe profissional em 2012

O Boavista Sport Clube é o nome fantasia solicitado pela Big Ball Empreendimentos Esportivos LTDA, para utilização durante o período do contrato de gestão, firmado com o Esporte Clube Barreira e suas cores passaram a ser o verde bandeira e branco, ao invés dos tradicionais  verde,  vermelho e o branco do Esporte Clube Barreira. Em 2004, o grupo de empresários da empresa Big Ball Sports, através de um contrato de gestão, gere o futebol profissional do Esporte Clube Barreira, desde 10 de março daquele ano , usando o nome fantasia Boavista Sport Club.
Em 2006, conquistou seu primeiro título com o nome atual, sobre o Macaé: o título da Série B do Rio de Janeiro. No primeiro jogo, o Boavista venceu por 2 a 1, no Estádio Cláudio Moacyr de Azevedo, na cidade de Macaé. Depois, empatou de 0 a 0 em seu estádio, conquistando o acesso para a Primeira Divisão do Campeonato Estadual do ano seguinte, e nunca foi rebaixado.
Em 2007, foi apenas o 11º colocado no Campeonato Estadual, onde venceu apenas dois jogos. Mesmo assim, continuou na elite do futebol fluminense em 2008.
No ano seguinte, alcançou a sexta colocação no Campeonato Estadual, ganhando o direito de participar da Série C do Campeonato Brasileiro. Disputou o Grupo 12 na Primeira Fase, terminando esta na segunda colocação. O clube assegurou a vaga para a fase seguinte com uma vitória de 6 a 0 sobre o Linhares Futebol Clube na última rodada. Na Segunda Fase, disputou o Grupo 22, onde foi eliminado na última colocação, encerrando a participação na Série C como apenas o trigésimo melhor time da competição.
O time passou a ser visto internacionalmente, tendo em vista a possibilidade de contratação do atacante italiano Christian Vieri em dezembro de 2010 que acabou não se concretizando.
Em 2011, a equipe se classificou para a disputa da final da Taça Guanabara contra o Clube de Regatas do Flamengo, após se sagrar vencedor em disputa por pênaltis contra o Fluminense Football Club (o placar foi de 2 a 2 no tempo regulamentar).
A equipe alcançou a quarta colocação no Campeonato Estadual, em 2011, ganhando o direito de participar da Série D do Campeonato Brasileiro de 2011.Porém, abriu mão de participar da competição.
Se mantendo na elite do futebol do Rio de Janeiro, o Boavista alcançou ótimos feitos em 2013: sagrou-se campeão do Torneio Extra e ficou com o vice-campeonato da Copa Rio, garantido novamente a vaga na Série D do Campeonato Brasileiro.
Em 2014, o clube ficou em 3º lugar da Copa Rio e sagrou-se campeão da Taça Rio no Campeonato Carioca. Seu artilheiro Cláudio Pagodinho, Menino Ousado de Saquarema, foi o artilheiro carioca com 24 Gols.
Em 2016, com a boa campanha no Campeonato Carioca, o Boavista conseguiu uma vaga para o Campeonato Brasileiro - Série D.
Para o Campeonato Carioca de 2017, o time anunciou o famoso treinador Joel Santana.
Em 2017, já com o treinador Eduardo Állax, o Boavista foi pela 1ª vez campeão da Copa Rio e optou por ficar com a vaga para a Copa do Brasil, deixando a vaga para o Campeonato Brasileiro - Série D para o vice Americano. Com a escolha e a campanha apenas razoável (8º) no Campeonato Carioca, o Boavista não disputará o Campeonato Brasileiro - Série D em 2018. Foi um ano bom no geral, apesar de campanha razoável no estadual com o experiente treinador Joel Santana, a chegada de Eduardo Állax trouxe novos ares para o 2.º semestre. Com calendário cheio o Verdão classificou em 1º lugar no seu grupo pelo Campeonato Brasileiro - Série D, fato inédito, mas acabou eliminado na fase seguinte pelo Espirito Santo. Em seguida encerrou o ano com o título inédito da Copa Rio 2017. O ano se encerrou de forma muito especial para o clube e seus atletas/comissão. A pré-temporada para as competições de 2018 foi realizada nos Emirados Árabes Unidos. Durante 15 dias, a equipe participou de treinamentos e partidas amistosas pelo país, disputando assim suas primeiras partidas internacionais. O Verdão voltou para o brasil invicto tendo disputado 4 partidas: 3 vitórias e 1 empate. Foram três partidas (e vitórias) diante de equipes da primeira divisão local e um empate diante de um clube da segunda divisão local.
Em 2018, O Boavista fez uma campanha boa no Grupo C da Taça Guanabara, avançando para a semifinal com a primeira colocação do grupo e a vantagem do empate. Diante desse cenário, o empate em 2 a 2 com o Bangu levou o time para a final. Em partida disputada em Cariacica diante do Flamengo. O resultado não foi satisfatório, perdendo por 2 a 0 na final, mas pelo menos conseguindo o vice campeonato da Taça Guanabara para coroar a excelente campanha. Já na Taça Rio o Verdão encerrou a fase de grupos com 3 vitórias e 3 derrotas, terminando com o 5º lugar geral no campeonato, atrás apenas dos quatro glandes clubes do Rio.
Durante o Campeonato Carioca de 2018, o Boavista também participou da Copa do Brasil 2018 em paralelo. O adversário na primeira fase da competição foi logo de cara um campeão do mundo, Internacional. Com o novo formato, o Boavista pode disputar a partida única em casa mas com a vantagem do empate para a equipe visitante, melhor ranqueada pela CBF. A partida foi então transferida para a cidade de Cascavel no Paraná e o Verdão entrou com o time reserva, em razão da disputa de partida decisiva pelo estadual. Mesmo assim fez excelente partida que terminou empatada em 1x1.
Em 2020, o Boavista chegou à final da Taça Guanabara, se classificando como o primeiro do seu grupo e eliminando o Volta Redonda na semifinal. Na final, enfrentou o Flamengo, clube na qual tinha enfrentado anteriormente duas vezes em finais de Taça Guanabara: 2011 e 2018. Na terceira final contra o Flamengo na Taça Guanabara, o Boavista chegou a abrir o placar no inicio de jogo. Mas, o Flamengo com um elenco recheado de jogadores estrelados, conseguiu virar a partida e o Boavista se sagrou vice-campeão da Taça Guanabara 2020.
Na Taça Rio 2020, o Boavista ficou na terceira colocação no Grupo A, somando 7 pontos, ficando tão somente a 1 ponto do classificação para a semifinal. Na classificação final do Campeonato Carioca de Futebol 2020, o Boavista ficou 4º lugar na classificação geral do campeonato, conquistando a sua vaga para a Copa do Brasil 2021, ganhando por 3 a 1 do Goiás e para o Brasileirão Série D 2021.
Em 2024, o Boavista terminou o Campeonato Carioca De Futebol De 2024 em 6° lugar, se classificando para jogar a Taça Rio, onde na semifinal enfrentou o Sampaio Corrêa Futebol e Esporte empatando em 1x1 na ida e ganhando de 3x2, passando para final no agregado de 4x3, na final enfrentou o Botafogo, onde na ida perdeu de 4x0 e na volta de 2x0 perdendo no agregado de 6x0 e sendo vice campeão da Taça Rio, e acabou se classificando para o Campeonato Brasileiro de Futebol de 2025 - Série D.
Porém no dia 7 de Novembro de 2024, o Boavista oficializou a criação da sua SAF (Sociedade Anônima De Futebol), mudando seu escudo junto.

## Símbolos

### Escudo
Ao adotar o novo nome de Boavista Sport Club, o antigo Esporte Clube Barreira além de alterar sua denominação, passou a adotar um novo escudo e abandonou a cor vermelha; por conta disto, desde 2004, o Boavista homenageava o Líbano, país do Oriente Médio, colocando um cedro em seu escudo do clube idêntico ao da bandeira daquela nação. De acordo com João Paulo Magalhães, gestor do clube, foi uma homenagem ao primeiro patrocinador do clube, que era libanês.
A partir novembro de 2024, o clube Boavista anuncia sua transformação em SAF com o apoio de um grupo de empresários brasileiros, do Rio de Janeiro e de São Paulo; logo em seguida o escudo foi totalmente alterado, mantendo apenas as cores alviverde, fato que causou insatisfação em parte de seus torcedores e simpatizantes. O novo escudo eliminou o cedro, que era a sua já então tradicional árvore símbolo no distintivo, a inovação passou a ter listras verticais em verde e branco, e estando acima as iniciais "BSC".

### Uniforme e homenagem
Na temporada de 2020, o tradicional uniforme alviverde do clube passou a estampar atras da camisa, perto da gola, a frase "Zé Luca eterno" e o seu rosto desenhado. Foi uma homenagem ao ex-dirigente do clube Zé Luca, que morreu em 2012. Zé Luca, junto com seu irmão João Paulo, assumiu o comando do clube em 2004, sendo um dos responsáveis naquela época pela estruturação profissional do futebol, conseguindo com isto efetivar o clube na divisão de elite do Campeonato Carioca e em participações em campeonatos nacionais. Zé Luca, além do Boavista, também passou em outros clubes do estado do Rio, como Botafogo, São Cristóvão e Friburguense.

## Rivalidades
- Boavista versus Sampaio Correia - RJ

Considerado o maior clássico municipal da cidade de Saquarema (RJ). Sendo assim possui uma rixa aquecida por ser dois clubes do mesmo município de origem.
- Boavista versus Macaé Esporte

Considerado o maior clássico da região pelos torcedores, Boavista x Macaé tem uma rixa desde o jogo de 2006, entre Boavista e Macaé pelo Cariocão da segunda divisão, e em muitos clássicos o Verdão de Saquarema ganhou do Alvianil.

## Títulos
| ESTADUAIS | ESTADUAIS                     | ESTADUAIS | ESTADUAIS  |
|           | Competição                    | Títulos   | Temporadas |
| --------- | ----------------------------- | --------- | ---------- |
|           | Taça Rio                      | 1         | 2014       |
|           | Copa Rio                      | 1         | 2017       |
|           | Campeonato Carioca - Série A2 | 1         | 2006       |
|           | Torneio Extra                 | 1         | 2013       |

### Campanhas de destaque
- Vice-campeão da Taça Cidade de Nova Iguaçu (categoria sub 20): (2015)
- Vice-campeão Copa Rio: 1 (2013); (2019)
- Vice-campeão Taça Guanabara: 3  (2018), (2011), (2020)
- Vice-campeão Troféu Carlos Alberto Torres: 1 (2011)
- Vice-campeão Troféu Moisés Mathias de Andrade: 1 (2010)

## Estatísticas de posições dos campeonatos

### Últimas dez temporadas
Legenda:
| Campeão Vice-campeão Eliminado na semifinal | Classificado à Copa Libertadores da América Classificado à Copa Sul-Americana Classificado à Copa do Brasil | Rebaixamento Acesso |

### Retrospecto em competições oficiais
Última atualização: Série D de 2019.
| Competição | Temporadas | Títulos | Pts. | J  | V  | E | D | GP | GC |
| ---------- | ---------- | ------- | ---- | -- | -- | - | - | -- | -- |
| Série C    | 1          | –       | 13   | 12 | 4  | 1 | 7 | 17 | 15 |
| Série D    | 5          | —       | 40   | 32 | 11 | 7 | 4 | 31 | 44 |

## Estatísticas

### Participações
|  | Participações em 2025 |

| Competição                      | Temporadas | Melhor campanha           | Estreia | Última | P | R |
| ------------------------------- | ---------- | ------------------------- | ------- | ------ | - | - |
| Campeonato Carioca              | 22         | 4º colocado (2011 e 2020) | 1995    | 2025   |   | 1 |
| Campeonato Carioca - Série A2   | 10         | Campeão (2006)            | 1978    | 2006   | 2 | – |
| Copa Rio                        | 20         | Campeão (2017)            | 1993    | 2025   |   |   |
| Campeonato Brasileiro - Série C | 1          | 30º colocado (2008)       | 2008    | 2008   | – | – |
| Campeonato Brasileiro - Série D | 6          | 10º colocado (2019)       | 2014    | 2025   | – |   |
| Copa do Brasil                  | 8          | 3ª fase (2017 e 2021)     | 2012    | 2025   |   |   |

### Jogadores

#### Artilheiros em competições oficiais
| Competição         | Ano  | Jogador        | Gols |
| ------------------ | ---- | -------------- | ---- |
| Campeonato Carioca | 2011 | Frontini       | 10   |
| Campeonato Carioca | 2012 | Somália        | 12   |
| Copa Rio           | 2017 | Felipe Augusto | 5    |

## Elenco atual
Última atualização: 25 de outrubro de 2020.
Legenda
- : Capitão
- : Jogador lesionado/contundido
- : Jogador suspenso

## Jogadores destacados
Jogadores que, no mundo, só jogaram pelo Boavista Sport Club
 Jogadores que, no Brasil, só jogaram pelo Boavista Sport Club
 Jogadores que, no Rio de Janeiro, só jogaram pelo Boavista Sport Club
Esta é uma lista de jogadores de destaque que já passaram pelo Boavista:
| - Léo Pimenta - Alex Alves - Cocito - Erick Flores - Elivélton - Fábio Braz - Gustavo Geladeira - Felipe | - Felipe Adão - Frontini - Sean Fraser - Joílson - Léo Guerreiro - Tartá - Júlio César - Fellype Gabriel | - Max - Paulo Rodrigues - Rodrigo - Ruy - Silvio Luiz - Luiz Alberto - Leandrão - Thiago Coimbra | - Santiago - Têti - Thiago Schmidt - Thiaguinho - Tony - Josafá - Renato Silva - Rafael |

## Treinadores
Esses são os principais treinadores de sua história:
- Alfredo Sampaio
- Eduardo Állax
- Américo Faria
- Emerson Ávila
- Gilson Kleina
- Lucho Nizzo
- Joel Santana

## Sedes e estádios

### Elcyr Resende de Mendonça
Seu estádio, o Elcyr Resende de Mendonça, tem capacidade pública para 4.315 pessoas (laudo dos Bombeiros) e está localizado no distrito de Bacaxá, Saquarema, RJ.

## Torcidas Organizadas
- Torcida Império Bicolor (TIB)
- Torcida Fúria Verde (TFV)
- Torcida BoaChopp